# 종심작전이론
종심작전이론(러시아어: Теория глубокой операции, 영어: Deep Battle Theory)은 1920-1930년대 소비에트 연방에서 개발된 군사 이론이다. 소련의 장군이자 군사전략가인 미하일 투하체프스키 등에 의해 1936년에 완성되었다. 대숙청 기간에 투하체프스키를 비롯한 개발자들이 대부분 숙청되어 종심 작전 이론은 사장될뻔 했으나, 독소전쟁의 반격기에 소련군 지휘관들이 이 이론을 채택하고 이용하여 커다란 효과 및 성공을 거두었다. 종심(縱深)이란 적진 후방의 깊숙한 곳을 말한다.

## 기원
1920-1930년대 소련의 붉은 군대 이론가들은 "종심 돌파 작전"의 개념을 만들었다. 이것은 제1차 세계대전과 소련-폴란드 전쟁, 러시아 내전을 거치며 경험된 전훈을 체계화한 것이었다. 특히 소련-폴란드 전쟁때 광할한 공간에서 기병의 기동력이 승부에 결정적 요소였다는 전훈에서 유래한 것이다.

## 범위
종심작전이론은 소련의 전선군(Front)과 군(Army) 단위의 부대의 기동시에 형성하는 여러개의 배열과 진형을 포함한다. 또한 이 이론은 한번의 작전으로 결정적 승리를 달성하려는 것이 아니라, 여러 방향의 복합된 연속 작전을 펼쳐 승리를 조직하는 것이다. 종심 작전 이론은 소련의 생산력에 적합한 국가적 전략과 전술을 포함하는 것이라 군의 전술에 한정하는 독일 전격전 이론과는 지향점에서 크게 다르다.

## 목표
종심작전이론의 목표는 동시 공격을 하기 위해 적의 두터운 방어력을 돌파하여 적의 방어 체계를 분쇄하는 것이다. 이 작전이론의 장점은 고도의 유동적인 구조이며, 궁극적으로 적의 종심을 유린하여 적의 방어능력을 소멸시키는 역할을 한다.
작전병력은 대개 두 개 제대로 나위어서, 제1제대는 종심 작전의 주공을 담당하여 전선 정면에서 위치한다. 작전이 개시되면 제1제대는 적의 방어선을 돌파하고, 제2제대는 이 돌파구를 지탱하며 제1제대를 지원하는 역할을 한다.

## 기술적 요구
이런 종심작전 이론은 소련의 기술력과 공업 생산력의 발전과 발맞추어 개발되었다. 소련의 공업화가 성공하여 붉은군대는 공군과 기갑부대를 확충하기 시작했으며, 종심작전이 요구하는 기동력과 돌파력을 보유하게 되었다. 종심작전 개념의 발전에 공헌한 투하체프스키는 공군은 다른 병과(보병이나 포병)의 공격 범위를 넘어서야 하고 기갑부대는 돌파를 담당해야 한다고 주장했다. 그리고 최대한의 효과를 위해서는 공군과 기갑부대는 대규모로 편제되어야 하며, 일시에 적의 중점을 타격해야한다고 생각했다.

## 이론의 완성 및 발표
종심작전 개념은 1929년 공식적으로 붉은 군대의 야전규범에 실렸고, 1935년에는 "종심 전투 지도 교범"이 출판되었으며, 1936년에는 이를 보충하는 "임시 야전 규범"이 발표되었다.

## 대숙청 이후의 종심 작전 이론
1937년부터 1939년까지 소련에서 대숙청이 벌어졌고, 이는 붉은 군대 지휘관들도 피해갈 수 없었다. 5명의 원수중 3명이, 장성중 반이 넘는 수가 체포 처형되었고, 특히 종심작전 이론의 완성자인 투하체프스키 원수가 "트로츠키주의 반혁명분자"로 몰려 처형되었으며, 스페인 내전의 전훈으로부터 기갑부대의 집중 운용에 대해 의구심이 제기되어 이론들은 모두 폐기되었다. 그리하여 기갑부대는 보병의 지원에 한정하는 소규모로 운용되었다.
그 결과 1939년-1940년 겨울에 벌어진 겨울 전쟁에서 소련군은 압도적인 병력에도 불구하고 핀란드에 초반에 참패하고 말았다. 그러나 제2차 세계대전이 발발한 이후 독일이 기동력을 이용한 전격전으로 큰 승리를 거두자, 소련군 지휘부는 종심 작전 이론을 다시 복원시켰다. 이런 공식적인 복원 이전인 1939년 벌어진 할힌골 전투에서도 주코프는 종심 작전 이론으로 전선을 지도하여 일본군을 대파했다.
사실 바르바로사 작전 당시에 투하체프스키가 살아 있더라도 종심 작전은 실현시킬 수 없었다. 종심 작전 이론의 전제 조건은 대규모 기갑 전력과 항공 전력의 보유인데 여기까지는 (탈이 많았지만) 스탈린의 현대화 강행 (소련의 중공업 경제 정책)으로 인해서 어느 정도 준비를 할 수 있었다. 그러나 대규모 병력을 일사불란하게 운용하기 위한 통신체계의 기술이 부족했고 배치는 거의 전무에 가까워서 종심 작전 이론의 완성은 투하체프스키가 살아있었다고 하더라도 미국으로의 렌드리스에 의한 통신 기기 접수 이전까지는 불가능했다고 보아야 하고 바르바로사 작전 당시에 참패는 피할 수 있었을지는 의문이다.

## 제2차 세계대전의 종심작전
소련군은 제2차 세계대전 기간 동안 많은 실전 경험을 쌓아 종심 작전 이론을 더욱 구체적으로 발달시켰다. 특히 독소전쟁 후기의 바그라티온 작전, 비스툴라-오데르 공세, 일본을 상대로 한 만주 전략공세작전등은 모두 이 작전의 규범으로 실행된 것이다.

## 같이 보기
- 전격전